# El Ballestero
El Ballestero ist eine Gemeinde (municipio) mit 413 Einwohnern (Stand: 2024) im Süden der Provinz Albacete in der autonomen Region Kastilien-La Mancha. 

## Lage
El Ballestero liegt in der nördlichen Berglandschaft der Sierra de Alcaraz, dem nördlichen Ausläufer der Betischen Kordillere. Der Ort befindet sich rund 65 Kilometer Fahrtstrecke westsüdwestlich der Provinzhauptstadt Albacete einer Höhe von etwa 1030 m. Das Klima im Winter ist gemäßigt, im Sommer dagegen warm; die geringen Niederschlagsmengen (491 mm/Jahr) fallen – mit Ausnahme der nahezu regenlosen Sommermonate – verteilt übers ganze Jahr.

## Bevölkerungsentwicklung
| Jahr      | 1970 | 1981 | 1991 | 2001 | 2011 | 2021 |
| Einwohner | 961  | 790  | 676  | 558  | 459  | 413  |

## Sehenswürdigkeiten

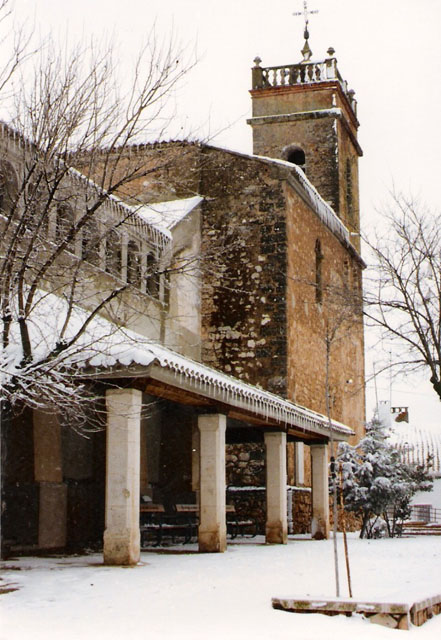
Laurentiuskirche
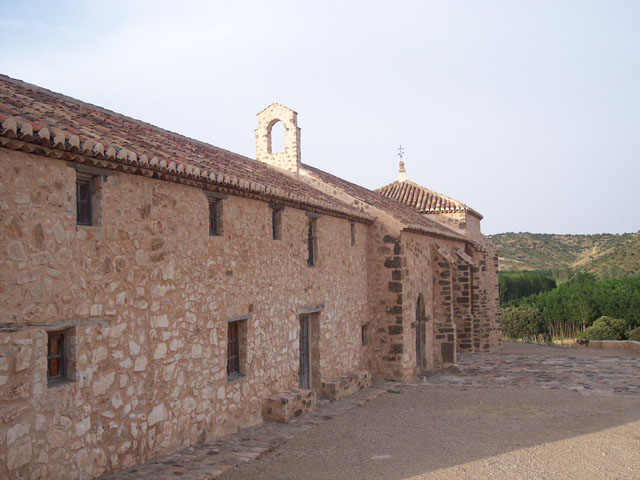
Kapelle
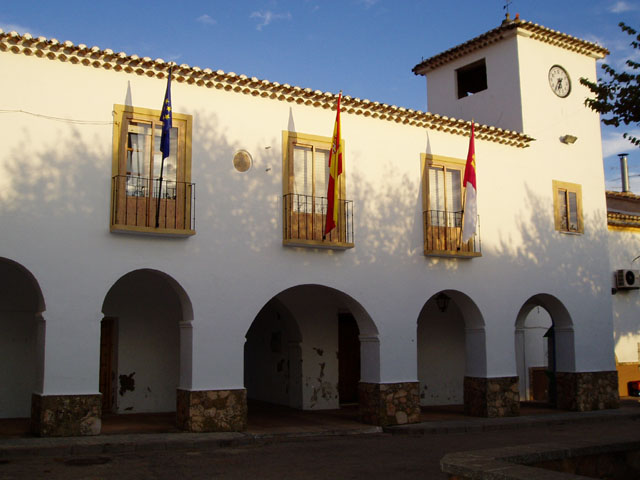
Rathaus

- Kapelle von Villalgordo

- Laurentiuskirche
- Kapelle
- Rathaus